# Vol Royal Air Maroc 630
Le vol Royal Air Maroc 630 est un vol intérieur régulier, assuré par un ATR 42 de la compagnie Royal Air Maroc, qui s'est écrasé le 21 août 1994 vers 19h dans le Haut-Atlas, au Maroc, peu après le décollage d'Agadir.  Les 44 passagers et membres d'équipage ont tous été tués dans l'accident, le plus meurtrier impliquant un ATR 42 à l'époque.
Selon les conclusions de l'enquête, le commandant de bord a volontairement déconnecté le pilote automatique et précipité l'avion au sol, sans que la copilote puisse l'en empêcher.

## Avion et équipage
L'appareil impliqué est un ATR 42-312, qui a effectué son vol inaugural le 20 janvier 1989. Il a été livré à Royal Air Maroc le 24 mars de la même année. Il est propulsé par deux turbopropulseurs de type Pratt & Whitney Canada PW120.
Le commandant de bord du vol 630 est Younes Khayati (32 ans), qui totalise 4 500 heures de vol à son actif ; la copilote s'appelle Sofia Figuigui.

## Déroulement du vol
Le vol 630 décolle d'Agadir-Al Massira à 18h40 à destination de Casablanca-Mohammed V. Dix minutes environ après son décollage, franchissant alors 16 000 pieds (4 800 m) en montée, l'avion plonge brutalement en piqué et s'écrase dans une région montagneuse, située à environ trente-deux kilomètres au nord d'Agadir, dans le Haut-Atlas, près d'Ameskroud, située à environ trente kilomètres au nord-est d'Agadir.

## Victimes
L'avion, outre les deux pilotes et deux autres navigants (PNC) (Meryem Cherraki et Rachid Idrissi), avait à son bord quarante passagers : vingt Marocains, huit  Italiens, cinq Français, quatre Néerlandais, deux Koweïtiens et un Américain. Parmi eux, se trouvaient deux membres de la famille Al Sabah régnant au Koweït, Cheikh Ali al-Hamoud al-Jaber al-Sabah (frère du ministre de la défense de l'époque Ahmed al-Hamoud al-Jaber al-Sabah) et son épouse ainsi qu'un fils du célèbre homme d’affaires marocain Miloud Chaâbi.
| Nationalité | Passagers | Equipage |
| ----------- | --------- | -------- |
| Maroc       | 20        | 4        |
| Italie      | 8         | 0        |
| France      | 5         | 0        |
| Pays-Bas    | 4         | 0        |
| Koweït      | 2         | 0        |
| États-Unis  | 1         | 0        |
| Total       | 40        | 4        |

## Enquête
L'enquête a montré que le pilote automatique de l'ATR 42 a été volontairement déconnecté par le commandant Khayati. Celui-ci aurait ensuite délibérément fait s'écraser l'avion. Plusieurs preuves ont également montré que, pendant la descente, la copilote Figuigui, présente dans le cockpit, a envoyé des appels de détresse après avoir compris les intentions fatales du commandant de bord. Elle a tenté de l'en empêcher en reprenant les commandes, sans succès. Le commandant aurait souffert de déboires amoureux. Les enquêteurs ont conclu à son acte de suicide. 
Le syndicat des pilotes marocains a contesté cette hypothèse. Il estime que le commandant Khayati était expérimenté, qu'il venait le 7 juillet de passer sa visite médicale et qu'il paraissait mentalement apte, ne montrant aucun signe de frustration ; il a affirmé au contraire que le commandant de bord avait signalé un « problème technique » de l'ATR 42 avant le décollage. La commission d'enquête n'a jamais trouvé de preuve appuyant cette affirmation.